# 红血球

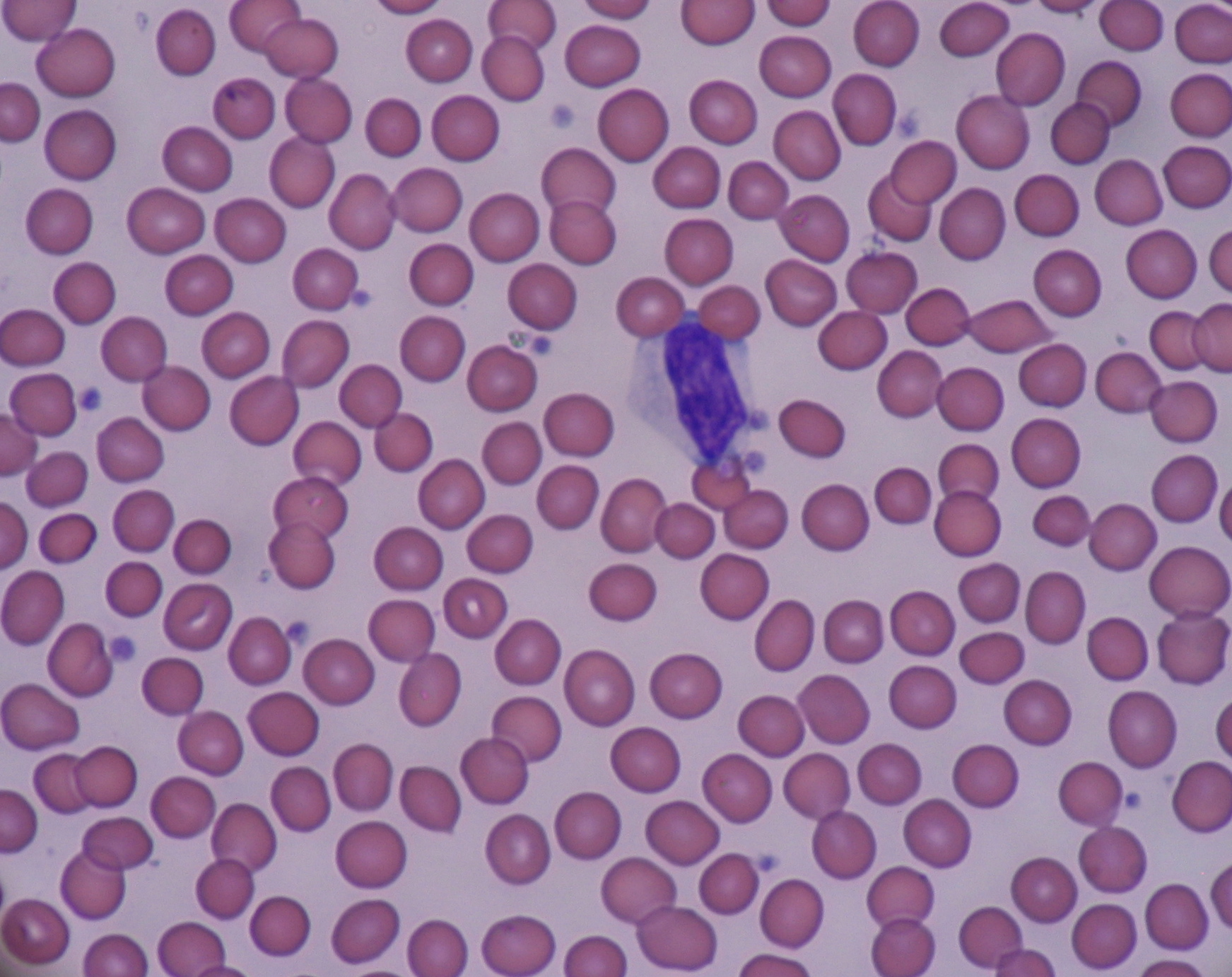
血液的光学显微镜照片，大量显现红细胞。中央有1个的细胞是白血球，红细胞之间看上去像小碎片一样的东西是血小板

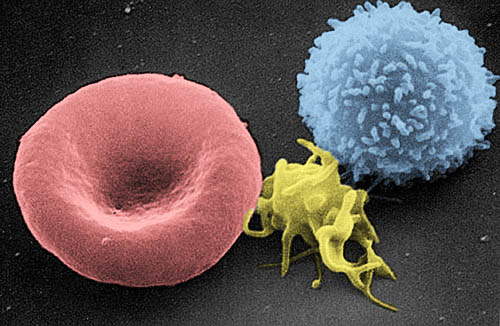
血液中常见的血细胞。从左到右依次为：红细胞、血小板和白血球。

红细胞（red blood cell，RBC）又称红血球（erythrocyte）或血红细胞，是脊椎动物中一种含血红蛋白且呈双凹圆盘状的血细胞。成熟的红细胞无细胞核，也无细胞器，胞质内充满血红蛋白，具有形态可变性。
红细胞是血液中数量最多的一种血球，主要功能是运输和交换氧及二氧化碳，尤其是血液内运送氧气最主要的媒介。红细胞在脊椎动物体内通过血液将氧气从肺或鰓运送到身体各个組织。
裂红细胞（schistocyte）是红细胞因机械或物理因素破坏，导致形状不规则，健康人血涂片中裂红细胞<2%；若有微血管病性溶血性贫血、血栓性血小板减少性紫癜、溶血尿毒症综合征等，则其比例会增加。

## 历史
1658年，荷兰生物学家扬·斯瓦默丹应用早期的显微镜首先发现了红细胞，并对其形态进行了描述。

## 生物学功能
红细胞的主要功能分子是血红蛋白，佔红细胞的90%。血红蛋白是一种含有血红素的蛋白质分子，它可以在肺部或鳃部与氧气分子结合，然后在身体的组织中将结合的氧气分子释放。氧气分子可以很容易地以扩散方式通过红细胞的细胞膜。血红蛋白也可以运送有机体使用氧气后产生的二氧化碳（不到氧气总量的2%，更多的二氧化碳由血浆来运输）。另一种相关的蛋白质分子肌红蛋白，可以在肌肉细胞中存储氧气。此外，血红蛋白与一氧化碳的结合活性要远高于氧气，因此当空气中存在一定量的一氧化碳時，血紅蛋白失去攜氧能力，導致一氧化碳中毒，嚴重時可致死。
红细胞的颜色是来自于血红蛋白中所含的血红素。血浆本身是无色的，而红细胞则可以根据血红素状态的不同而呈现不同的颜色：结合氧气分子时，处于氧化态的血红素分子显鲜红色；而当氧气分子被释放后，处于去氧化态的血红素显暗红色，而且会使血管壁看起来带有蓝色（这时的血管俗称“青筋”）。脉动式氧合测量器（Pulse oximetry）正是利用了这一颜色变化的原理，采用比色法实现对动脉中血氧饱和度的测定。
红细胞这种携氧细胞（即将携氧蛋白质包含在细胞中而不是直接包含于体液中）的出现，是脊椎动物进化过程中的重要一步，它使得血液在低黏度情况下仍具有高携氧性。
在哺乳动物中，成熟的红细胞是无细胞核的（常常误认为骆驼和羊驼的成熟红细胞是有细胞核的，但实际上，駱駝紅血球并没有細胞核，只是形狀不同），这意味着它们不含有储存于细胞核中的DNA。相比较而言，包括鸟类在内的其他几乎所有的脊椎动物的红细胞都是有核的（除了两栖动物有尾目中的蝾螈）。哺乳动物的红细胞也没有线粒体，它们通过糖酵解产生能量。而且红细胞表面也没有胰岛素受体，因此其糖摄入不能被胰岛素所调控。由于缺少细胞核和细胞器，因此红细胞不能生产结构蛋白、修复蛋白或酶，使得其只有有限的寿命。
哺乳动物的红细胞为扁平状，且两面中心都向内凹陷。这种形状可以最大限度的从周围摄取氧气。同时它还具有柔韧性，这使得它可以通过毛细血管，并释放氧分子。哺乳动物的红细胞基本为圆形，只有在骆驼中为椭圆形。
在大血管中，有时红细胞可以以扁平的侧面互相堆积在一起，形成钱串状。当特定血清蛋白含量提高时（如炎症反应时），这一堆积情况发生的几率会增大。
脾脏是红细胞的储存器官。在一些哺乳动物，如马和狗中，脾脏积存了大量的红细胞，在必要时可以释放到血液中，以提供更大的携氧量。但在人类中，其作用有限。

## 人类的红细胞

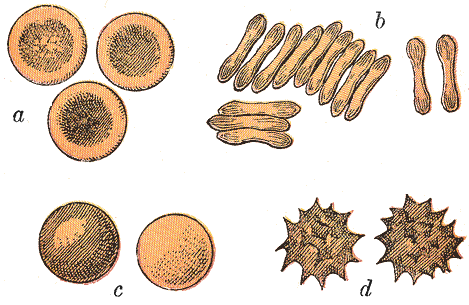
人类红细胞形态简图。a.从顶面上观察；b.从侧面观察，多个红细胞堆积在一起，形成钱串状；c.在水中吸水胀大；d.在盐溶液中失水萎缩。

人类的红细胞同其他哺乳动物相似，也是扁平的卵状，中间凹陷。红细胞的直径通常是6～8µm，比大多其他类型的人类细胞要小。成人体内大约有2～3×1013个红细胞（女性大约为4～5百万/微升血液，男性为5～6百万/微升血液；生活在高海拔地区的人由于低氧压力，会有更高的红细胞含量）。相比于其他血细胞（白血球含量为4000～11000／微升，血小板为15万～40万／微升），红细胞在血液中更为常见。一个红细胞中含有约2.7亿个血红蛋白，每个血红蛋白中含有4个血红素分子；因此血液中的红细胞中共存储了约3.5克铁，比其他组织中的铁含量多5倍。

### 紅血球生成
紅血球生成，即  ，需要以下养分作为原料：
1. 鐵：維持血紅素數值的主要物質。
2. 維生素B12及內在因子：維生素B12在紅血球的成熟與製造扮演重要的角色。
3. 葉酸
4. 銅
5. 紅血球生成素
6. 睪固酮

### 生命周期
產生红细胞的過程叫做红血球生成。红细胞是由大骨中的紅骨髓中的造血干细胞持续製造，产率为每秒两百万个（在胚胎中，肝脏是主要的红细胞生产地）。促红细胞生成素（一种荷尔蒙，主要由腎臟產生，在肝脏中亦可生成小量）可以促进红细胞生成；其经常在体育比赛中被用作兴奋剂。在离开骨髓前后，初生的红细胞被称为網狀紅血球，约占循环红细胞数量的1％。红细胞由干细胞到網狀紅血球，再到成熟的红细胞，需要约7天；此后，还能够存活约120天。衰老的红细胞被脾脏、肝脏等处的巨噬细胞吞噬并破坏，残余物质被释放到血液中。组成血红蛋白的血红素则最终被分解为胆红素。

### 表面蛋白质
红细胞表面的蛋白质主要有两类：
- Band 3（英语：Band 3）
- 血型糖蛋白（英语：glycophorin），如血型糖蛋白C

人类的不同血型正是来自于红细胞表面所含的不同的血型糖蛋白。

### 血液分离与回输
人类红细胞可以通过离心从血浆中分离出来。在献血过程中，红细胞被很快回输到献血者体内，而血浆则被收集。
一些运动员通过血液回输技术（或称“血液兴奋剂”）来提高比赛成绩。这一技术是首先从自身体内抽取约一升血液，然后将红细胞分离出来，并冷冻保存（红细胞在－79 °C下可以保存三个星期），在比赛之前再重新输回体内。这种作弊很难被检测，但这一方法不仅会导致血液黏度过高，而且对于使用者的循环系统会有极大的损害。

## 疾病与诊断
与红细胞相关的血液疾病包括：

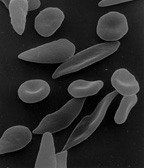
镰刀型红细胞疾病对红细胞的影响：红细胞外形变为镰刀型，严重影响其内部构造，导致其生物学功能丧失

- 由于红细胞数量降低或红细胞（包括血红蛋白）的异常所导致的血液携氧能力的降低，即贫血。
  - 缺铁性贫血：最为常见的一类贫血，其发生原因通常为铁摄入或吸收不足所导致的血红蛋白（含铁）无法合成。
  - 镰刀型红细胞疾病：一类与血红蛋白相关的遗传性疾病。在这一疾病中，血红蛋白在组织中释放氧气后变为不可溶状态，并导致红细胞发生形变，形变的红细胞的柔性下降从而导致血管阻塞、中风和其他组织损伤。
  - 地中海贫血：一类能够导致产生异常的血红蛋白亚基的遗传性疾病。
  - 球形红细胞增多症：一类导致红细胞细胞骨架缺陷的遗传性疾病。表现为红细胞体积变小，形状变为球形，且易碎。
  - 恶性贫血：一类自体免疫性疾病。会引起缺乏内因子，并进一步引起维生素B12缺乏，而维生素B12为血红蛋白合成的必需材料。
  - 再生不良性贫血：骨髓无法生产血细胞。
  - 获得性纯红细胞再生障碍性贫血：骨髓只能生产除了红细胞以外的所有血细胞。
  - 溶血反应：泛指红细胞的非正常分解，其有多种产生原因。
- 疟原虫能够寄生于红细胞中，以血红蛋白为食，导致红细胞破裂，并引起发烧，此病症被称为疟疾。镰刀型红细胞疾病和地中海贫血在疟疾多发地区很普遍，其原因在于这些红细胞的病变能够在一定程度上对疟疾产生抵抗。
- 红细胞增多症是表现为红细胞数量过量的一些疾病。而红细胞数量增多所引起的血液黏度增加会导致一系列症状。
  - 真性红细胞增多症：骨髓病变导致红细胞数量增多。
- 微血管病变
  - 弥散性血管内凝血和血栓性微血管病变：表现为疾病特有的红细胞片断，即裂红细胞。这些疾病会产生纤维蛋白链，使得红细胞在通过血栓时被破坏。

红细胞相关的血检包括红细胞计数（单位体积的血液中红细胞数量）和红细胞比积（血液中红细胞所占的体积百分比）。在输血或进行器官移植前，需要进行血型检测。